# Личная библиотека М. С. Лунина
Личная библиотека М. С. Лунина — собрание книг гвардейского офицера, участника военных сражений, экстравагантного бретёра, по определению А. С. Пушкина — «друга Марса, Вакха и Венеры», и одного из активных зачинателей декабристского движения, интеллектуала, автора злободневных историко-политических работ, написанных в условиях сибирской ссылки. Круг чтения Лунина, с юных лет и до смерти в суровой тюрьме Акатуйского рудника не расстававшегося с книгами, связан со стремлением к разностороннему самообразованию и становлением личного социального взгляда. Сохранившиеся издания из его личного собрания, в числе которых имеются и признанные раритеты, как выдающийся памятник книжной культуры декабристов, представлены отдельным фондом в коллекции редких книг и рукописей научной библиотеки Иркутского государственного университета.

## Книги и воспитание
Н. Я. Эйдельман писал, что мать М. С. Лунина — Феодосия Никитична, урождённая Муравьёва, олицетворяла в семье мужа-помещика с её верноподданничеством и традиционным крепостничеством, совмещаемых с признанием пользы образования, новые возвышенно-просвещённые веяния, свойственные её брату литератору Михаилу Никитичу Муравьёву, будущему попечителю Московского университета, одного из преподавателей великих князей Александра и Константина, Внушительная библиотека М. Н. Муравьёва, которой мог пользоваться Михаил, с детских лет проводивший после смерти матери много времени в доме дяди, определила круг его чтения. М. Н. Муравьёв был убеждён, что в основе воспитания юношества должны лежать произведения Гомера, а образованному человеку необходимо постоянно возвращаться к книгам античных авторов. В его многоязычной библиотеке больше всего было книг историко-социальной тематики, по правоведению и экономике.
По желанию отца, Сергея Михайловича Лунина, не жалевшего денег на обучение своих детей и приглашавшего для того лучших учителей-иностранцев, М. С. Лунин получил хорошее — на европейском уровне — домашнее образование. Владел французским, английским, немецким, латинским языками. Позднее выучил польский, а уже в Сибири — греческий.
Биограф М. С. Лунина историк С. Б. Окунь так оценивал его воспитание и образованность:

«…способности ума, развиваемого чтением и постоянным общением со значительным кругом просвещённых людей своего времени, с которыми Лунин постоянно сталкивался в доме Муравьёвых, где он проводил своё свободное время, и определили его образование и накопление знаний, которые в конечном счёте достигли энциклопедического объёма».

Декабристовед С. С. Ланда называл воспитанных на идеях европейского Просвещения и выстрадавших свою идеологию будущих декабристов «русским причетом» французской «Энциклопедии», сыгравшей заметную роль в формировании новых общественных идей.
Н. Я. Эйдельман, характеризуя факторы, способствовавшие развитию личности Лунина, писал, что знание языков и культурный кругозор открыли перед ним мир многоязычной гуманитарной литературы и возможность общения с современными ему зарубежными представителями разных течений общественной мысли.

## Формирование книжного собрания
История личной библиотеки связана с этапами его жизни:

— заключение в крепостных тюрьмах (1826—1828);

— каторга (1828—1835);

— ссылка на поселение (1836—1841);

— повторное тюремное заключение (1841—1845).

### До событий декабря 1825 года

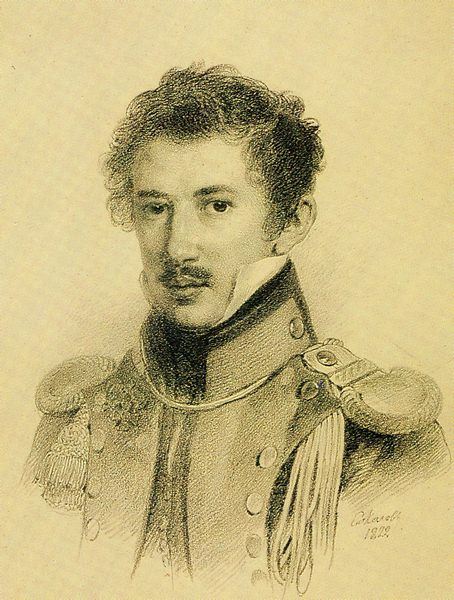
М. С. Лунин (1822)
Художник П. Ф. Соколов

Знакомый с Луниным по службе в гвардии и периоду жизни в Париже Ипполит Оже, писал, что он «нарочно казался пустым, ветреным, чтобы скрыть ото всех тайную душевную работу и цель, к которой он неуклонно стремился». По его свидетельству Лунин много читал, предпочитая прозаические произведения, так как «проза гораздо лучше выражает все идеи, которые составляют поэзию жизни».
В отечественной литературе ценил Батюшкова, Жуковского, Карамзина, Пушкина, произведения которых подготовили почву «для принятия идей». Позднее Лунин афористично сформулировал своё понимание воздействия книг на читателей — «одни сочинения сообщают мысль, другие заставляют мыслить».
Писатель В. А. Чивилихин отмечал, что «книга, хранительница знаний, опыта, культуры, человеческой мысли и духа, была всю жизнь постоянным спутником Лунина», а чтение «серьёзных книг» сыграло свою роль в формировании из него «убеждённого революционера».
В 1816 году Лунин был принят в первое тайное общество декабристов — «Союз спасения». С 1818 года он стал активным членом «Союза благоденствия». Для распространения идей общества и печатания его нелегальных материалов на собственные средства приобрёл литографический станок.
Никогда не расставался с книгами, в том числе, во время длительной поездки с двоюродным братом Н. М. Муравьевым по югу России в 1820 году, предпринятой, в том числе, для тайных переговоров в Тульчине с П. И. Пестелем ".
К 1825 году у Лунина уже была большая библиотека. Сохранилась одна из его записей о расходах «на покупку „Русской истории“ в 2-х экземплярах — 180 рублей, сочинений Жуковского — 20, собрания сочинений Пушкина — 25».
Особое место в жизни Лунина книги заняли после осуждения его по приговору Верховного уголовного суда по делу декабристов.

### Книги в тюрьмах и ссылке
Арестованный в апреле 1826 года и осуждённый не только за согласие в умысле цареубийства и бунта, принятие в тайное общество новых членов, но и за обустройство «литографии для издания сочинений общества», М. С. Лунин до апреля 1828 года находился в заключении сначала в Свеаборгской, а затем в Выборгской крепостях.

#### В Выборгской крепости

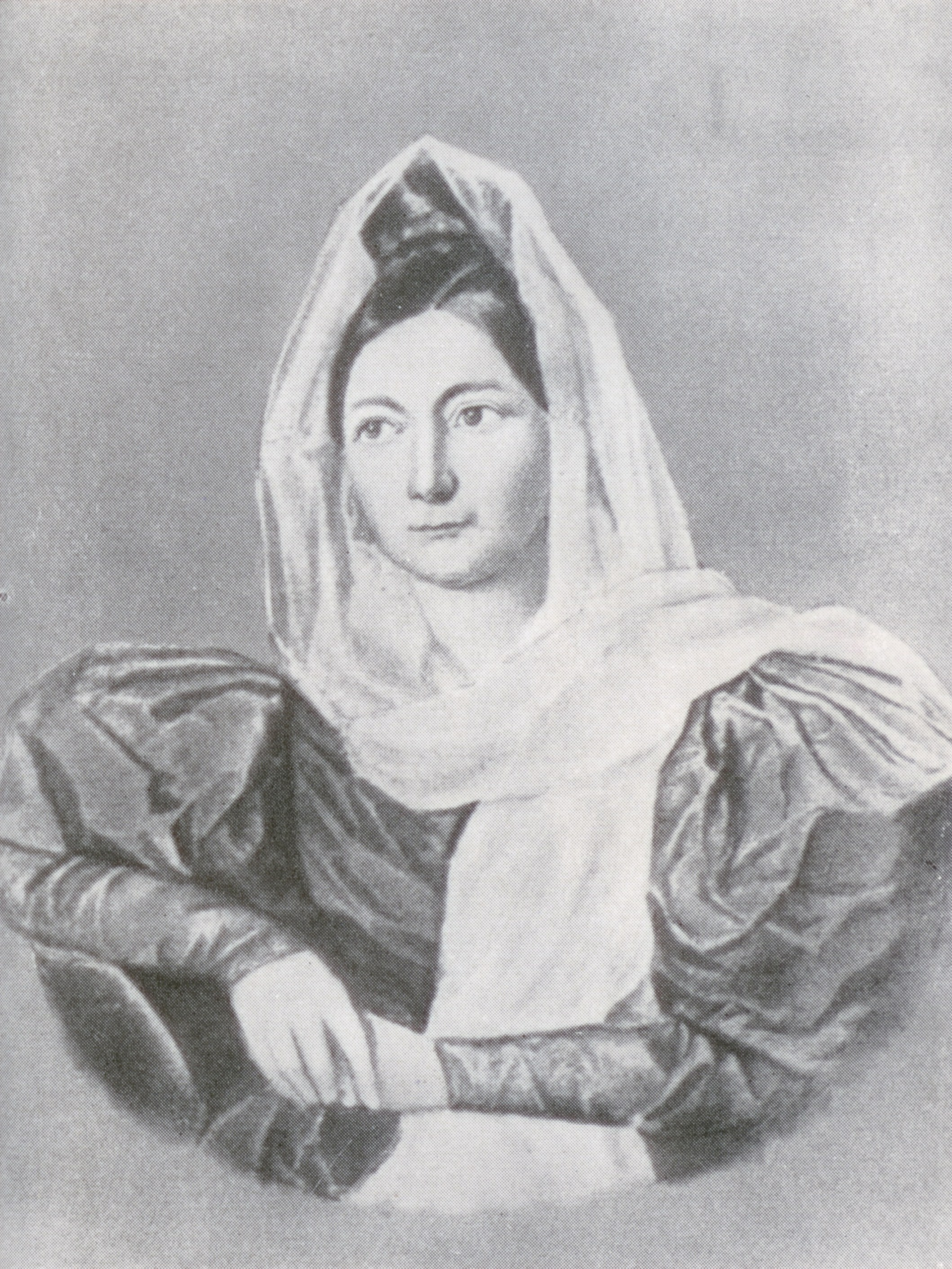
Екатерина Сергеевна Уварова
1830-е годы

Сестра М. С. Лунина — Екатерина Сергеевна Уварова, сознававшая, что чтение могло бы облегчить участь узника, отправила брату в Выборг посылку с 34 книгами. Среди них, кроме англо-французского и франко-английского словарей, были художественные и исторические сочинения:

на английском языке — Байрона (4 тома), Шекспира;

на немецком — немецких классиков (3 тома), Лессинга (пьесы «Эмилия Галотти», «Мисс Сара Сампсон» и другие в 2 томах), Шиллера (пьесы «Вильгельм Телль» и «Разбойники», исторические романы Ф. К. Вандервельде;

на французском — Ф. Купера («Последний из могикан»), В. Скотта («Письма Павла к своему семейству», «Вудсток, или Кавалер. История времён Кромвеля 1651 г.»);.

на русском — альманах Дельвига «Северные цветы» за 1827 и 1828 годы.

В ответ на запрос начальника Выборгской крепостной тюрьмы финляндский генерал-губернатор А. А. Закревский разрешил передать заключённому лишь находившийся в посылке Новый завет на русском и церковнославянском языках. Остальные книги были возвращены отправительнице.
Неудача не остановила Е. С. Уварову от настойчивых попыток и в дальнейшем откликаться на просьбы брата разыскивать и посылать необходимые издания — его «единственное утешение в заточении». Много книг было отправлено ею Лунину в Сибирь в период отбывания декабристами наказания в Читинский острог и в Петровский завод, на поселение под Иркутском, а затем, после повторного ареста и заключения, — в тюрьму Акатуйского рудника.

#### На каторге

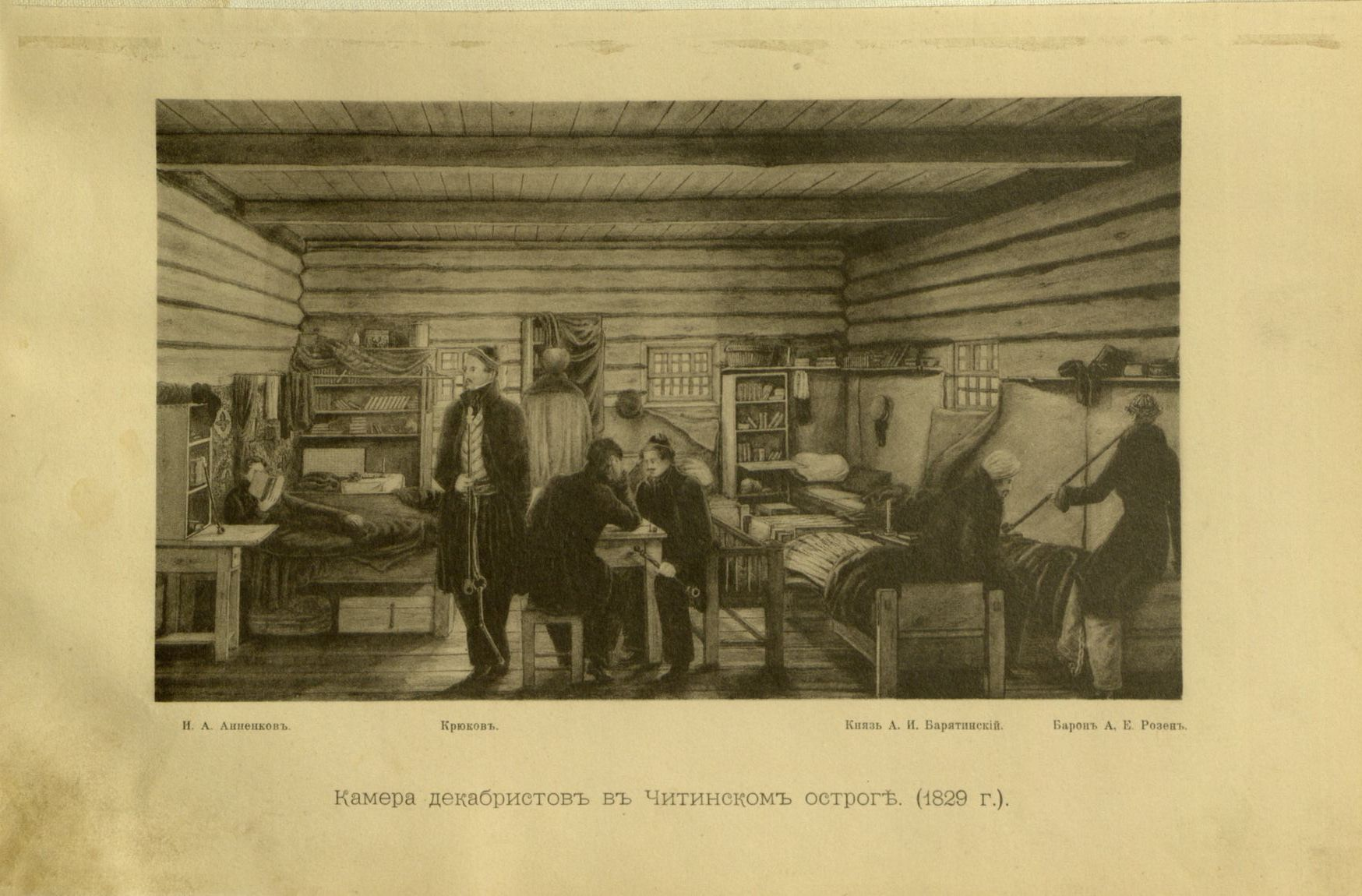
Декабристы в камере Читинского острога

К моменту окончания читинской каторги у Лунина уже собралось много книг. В. А. Чивилихин писал, что большую часть его багажа на переходе из Читы к новому месту заключения составляли книги. Исследователи включали личную библиотеку Лунина в число заметных книжных собраний других узников Петровского завода, составляемых в соответствии с читательскими предпочтениями их владельцев — Ф. Б. Вольфа, Н. М. Муравьева, С. П. Трубецкого.
Не сохранилось подробных сведений о его книжных занятиях в Петровском заводе.
П. Н. Свистунов писал, что Лунин читал, главным образом, католические духовные сочинения, но живо интересовался политическими и литературными новостями.
По упоминаниям в переписке и в воспоминаниях декабристов известно, что он следил за новинками французской художественной литературы. Когда 1831 году в свет вышел роман «Собор Парижской Богоматери», с восторгом прочитанный декабристами в Петровском заводе уже осенью 1832 года, Лунин не только критиковал Виктора Гюго, но и говорил, «что если бы это зависело от него, то он уничтожил бы все экземпляры и имел терпение сжечь все это творение, бывшее в его руках, на восковой свече по листочкам». В 1836 году Лунин рекомендовал для прочтения И. Д. Якушкину повесть О. Бальзака «Граф Шабер», опубликованную во Франции в 1832 году.
Д. И. Завалишин, по мнению которого для узников «в каземате Петровского завода наступил уже период мышления», вспоминал, что «у Лунина была огромная библиотека религиозных книг». К этому периоду относится появление в его библиотеке в сочинения богослова, историка и юриста Г. Гроция «Об истине христианской религии» (лат. De veritate religionis Christianae), изданного в Лейпциге в 1726 году обязательной отметкой коменданта Нерчинских рудников — «видал Лепарский». На книге сохранилась владельческая надпись «Из книг Михаила Сергеевича Лунина, Петровск, 1833».
Чтобы читать древних авторов в подлиннике, Лунин учился у Завалишина греческому языку. По его мнению «изучение мёртвых языков, особенно греческого и латинского, — ключ к высшему знанию». Увлечённый историей, древней Греции и Рима, он считал, что «одна страница Тацита лучше знакомит нас с римлянами, чем история Роллена или мечтания Гиббона»,
«Период мышления» в Петровском заводе и связанного с ним интенсивного чтения и дискуссиями по волновавшим декабристов темам стал одним из факторов влияния на выбор Луниным «активно-наступательного» пути в предстоящей жизни на поселении — сосредоточению на создании и распространении собственных публицистических сочинений.
К началу 1836 года многие из узников покинули Петровский завод — декабристов по окончании сроков каторжных работ развозили по разным глухим местам Сибири. 13 марта 1836 года М. Н. Волконская написала Е. С. Уваровой, что у готового к отправке на поселение Лунина «всё упаковано: книги и разные предметы, которыми он дорожит и которые получены от вас».

#### На поселении в Урике
С июня 1836 года Лунин — «государственный преступник на поселении» в селе Урик в 18 верстах от Иркутска, куда он перевёз большую часть книг из Петровского каземата.
В конце марта 1837 года к Лунину были доставлены 50 томов изданных в XVII—XVIII веках «Деяний святых» римско-католической церкви (лат.  Acta Sanctorum ) на латинском и греческом языках. Е. С. Уварова разыскала и выкупила эти тома в Германии и переслала их брату в Урик.
Стремление читать античных авторов в подлиннике заставляло Лунина совершенствовать знание греческого языка, уроки которого он брал у Завалишина в Петровском заводе. 21 октября 1837 года он попросил сестру найти для него учебное пособие: «Пришлите, пожалуйста, сборник греческих тем, приспособленных к грамматике Бурнуфа, 3 части в одном томе. Изучение греческого языка — единственная связь с миром поэзии». Уже в 1838 году, когда Е. С. Уварова прислала ему 8 томов сочинений Платона на греческом языке, Лунин сообщил ей: «Я анализирую теперь болтовню доброго Сократа перед его смертью». При этом он замечал, что книжные занятия отвлекают его от хозяйственных дел: «Платон и Геродот не ладят с сохой и бороной. Вместо наблюдений за полевыми работами я перелистываю старинные книги. Что делать? Ум требует мысли, как тело пищи» .
В декабре 1839 года он просил Е. С. Уварову «выслать почтой или оказией»: католические богослужебные книги, богословский словарь аббата Бержье (фр. Nicolas-Sylvestre Bergier), уложения о наказаниях — французское («Кодекс Наполеона»), английское и даже штата Луизиана и свежие номера газет «Journal des débats» или « La Gazette de Berlin».
С учётом сложившихся интересов в сфере его «умственных занятий» и с помощью сестры Лунин пополнил здесь свою библиотеку не только подлинниками античных авторов, словарями и грамматиками иностранных языков, но и актуальной исторической и политической литературой для работы над своими сочинениями.
В «Письмах из Сибири» Лунин писал: «В ссылке, как скоро переменились обстоятельства, я опять начал действия наступательные». С 1838 по 1840 годы на поселении он не только работал над своими острополитическими заметками «Розыск исторический», «Взгляд на Русское Тайное Общество с 1816 по 1826 года», «Разбор Донесения, представленного императору Тайной комиссией 1826 г.», «Общественное движение в России в нынешнее царствование. 1840», но и пытался их нелегально распространять.
24 февраля 1841 года шеф жандармов А. Х. Бенкендорф распорядился, чтобы за «преступное содержание» рукописи «Взгляд на Русское Тайное Общество с 1816 по 1826 года» необходимо по повелению императора «сделать внезапный и самый строгий осмотр в квартире Лунина, отобрать у него с величайшим рачением все без исключения принадлежащие ему письма и разного рода бумаги, запечатать оные и доставить ко мне; его же, Лунина, отправить немедленно из настоящего места его поселения в Нерчинск, подвергнув его там строгому заключению». При обыске 27 марта в доме Лунина было найдено около тысячи книг: «латинские, греческие, славянские, польские, французские, английские, немецкие — богословские, исторические, словари, философские, грамматики, богослужебные, свод законов, донесения следственных комиссий по делу о тайных обществах».
Перед отправкой из Иркутска Лунин попросил передать его богослужебные книги в иркутский костёл, а все остальные или хотя бы религиозные и светские издания на древних языках переслать ему. По желанию Лунина ожидаемая им часть библиотеки была передана на хранение в Урике С. Г. Волконскому, который 18 марта 1842 года расписался в получении 377 книг «на разных языках и разных видов».

#### В Акатуе
Лунин, которому позволили взять с собой из Урика «только три молитвенные книги на латинском языке», 30 января 1842 года писал Волконским: «Если вы можете прислать книги, я буду вам обязан».
Часть из оставленных им книг — 101 том (43 наименования) — удалось отправить с нерчинским католическим священником Кирияком Филипповичем, которому было разрешено навещать заключённого. В сентябре 1842 года наряду с религиозными книгами — Библией, Новым заветом, сочинениями Блаженного Августина, святителя Амвросия, епископа Медиоланского и другими — Лунин получил труды античных авторов, латинская, греческая, русская грамматики и словари. Кроме того Волконские послали ему книги Шиллера, Паскаля и официально запрещённые в России сочинения христианского социалиста Ламенне, в том числе и вызывавший в то время интерес читателей «Опыт равнодушия в вопросах веры» (фр. Essai sur l'indifférence en matière de religion).
21 октября 1843 года Лунин получил от Е. С. Уваровой присланные с ведома III отделения поэмы Гомера «Илиада» и «Одиссея» в 6 томах и словари к этим произведениям. В начале 1844 года Лунин писал С. Г. Волконскому: «В течение двух последних лет занимаюсь более всего греческим языком, с помощью книг, которые сестра прислала мне» и просил обратиться «к иркутским властям, чтобы мне выслали остальные книги». Но из-за позиции и проволочек генерал-губернатора В. Я. Руперта (несмотря на полученное ещё в 1841 году разрешение А. Х. Бенкендорфа) он так и не дождался этих книг в Акатуе. В конце 1844 года томившийся в заточении Лунин жаловался, что в его тюрьме, о которой Н. Я Эйдельман писал, как о «самом гиблом месте из всех сибирских гиблых мест», книги от сырости покрывались плесенью, и признавался Волконскому: «Занятия идут вяло, потому что не хватает книг и всех необходимых принадлежностей».
Фактически лишённый возможности работать, он продолжал делиться своим читательским опытом и мыслями о самообразовании в письмах Волконским и родившемуся в Сибири в 1832 году их сыну Мише, которому он писал на английском и латыни.
30 января 1832 года. М. Н., М. С. и С. Г. Волконским

... Дорогой мой Миша! ...счастлив видеть, что ты сделал некоторые успехи в английском языке. Продолжай так и дальше, не теряй времени...

1843 (начало). С. Г. Волконскому

...Миша должен до 16 лет в совершенстве овладеть латынью и греческим. Другие науки после этого дадутся ему легко...

1843 (не ранее мая). М. Н. Волконской

...Мишины занятия дают мне пищу для размышлений в темнице. Главное сейчас – это изучение языков. Помимо французского и английского, необходимы безусловно латынь и немецкий. Эти четыре языка – ключи современной цивилизации. Есть ещё один ключ – греческий язык, но это придёт позднее...

1843 (не ранее мая). М. С. Волконскому

Мой дорогой Миша! ... Не читай всякую книгу, какая может попасть в твои руки. Знай, что мир полон глупых книг, а число полезных книг очень мало. Получив новую книгу, ты первым делом должен подумать, какую пользу она может принести тебе… В твои годы время дорого. Каждый час, потерянный в болтовне или чтении чепухи, потребует потом нескольких дней работы...

Конец 1843- начало 1844. М. С. Волконскому

Мой дорогой Миша! ...Мне сообщают, что ты читаешь, понимаешь и даже говоришь по-французски и по-английски. Но особенно был я рад узнать, что ты изучаешь латынь. Этот язык совершенно необходим для твоих дальнейших успехов в науке. Без латыни невозможно стать хорошим учёным...

### Урикское книжное собрание

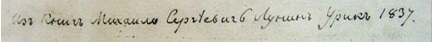
Владельческая надпись на книгах М. С. Лунина

Лунин не вёл каталога собственной библиотеки. О составе и объёме сложившегося в Урике книжного свидетельствовали сведения из частичных описей, сделанных в разных обстоятельствах, как при жизни Лунина, так и после его смерти, упоминания авторов и книг в переписке, ссылках в сочинениях и записных книжках.
Наиболее полно в собрании были представлены издания произведений античных авторов. О глубоком знакомстве Лунина с древней греческой и римской литературой говорит список авторов, на которых он ссылался в своих работах, написанных в 1840—1841 годы и упомянутых им в записных книжках — в нём Геродот, Демосфен, Диоген Лаэртский, Диодор Сицилийский, Корнелий Непот, Ксенофонт, Лисий, Плиний Младший, Плутарх, Прокл, Страбон, Тацит, Фукидид, Цицерон. Эсхил, Юстин. Произведения некоторых авторов были представлены фундаментальными изданиями — 6-томным изданием Гомера, 8-томным собранием Платона.
В его библиотеке были капитальные труды по истории — 8-томная «История Греции» (1784—1810) У. Митфорда (англ. History of Greece), 14-томная «История Англии, начиная с первого вторжения римлян» английского католического священника Джона Лингарда (англ. The History of England, From the First Invasion by the Romans to the Accession of William and Mary in 1688 by Father John Lingard), «История польского восстания и войны 1830 и 1831 годов» Ф. фон Смита (нем. Geschichte des Polnischeт Aufstandes und Krieges in den Jahren 1830 und 1831), Изданные в 1839 году в Берлине первые два тома этого 3-томного издания были посвящены польскому походу И. И. Дибича — одного из участников расправы над декабристами.
При написании своих работ Лунин пользовался бывшими в его собрании книгами по русской истории, многотомным «Сводом законов» Российской империи, экземплярами «Донесения следственной комиссии», отпечатанного в типографии Сената в 1826 году, и «Донесения Варшавского следственного комитета. 22 декабря 1826 года», которые в 1830—1840-е годы уже были редкостью.
Лунин владел несколькими экземплярами Библии и Нового Завета, не только печатными, но и рукописными. В числе книг религиозной тематики у него были произведения ранних церковных деятелей, Блаженного Августина («Исповедь» и другие), Г. Гроция («Об истине христианской религии»), Фомы Кемпийского («О подражании Христу»), «Мысли» французского учёного XVII века Б. Паскаля и «Письма» современного Лунину швейцарского теоретика консервативного католицизма К. Л. Галлер (1768—1854) (фр. Letters de m. Charles Louis de Haller). В его собрании была многотомная «История церкви» французского аббата К. Флёри (лат. Claude Fleury) на латинском языке.
Среди цитируемых им церковных авторов — александрийский архиепископs Афанасий Великий и Кирилл Александрийский, великие каппадокийские сподвижники Василий Великий и Григорий Нисский, и непримиримые обличители ересей Епифаний Кипрский и Максим Исповедник, систематизатор христианского вероучения Иоанн Дамаскин.
Значительное место в библиотеке Лунина занимали пособия по иностранным языкам. По данным официальной описи, составленной в Урике при отправке Лунина в Акатуй, из 397 томов (123 названий книг) 47 томов — это грамматики и словари и разговорники по английскому, немецкому, французскому, греческому, латинскому и русскому языкам.
Сравнительно невелико в библиотеке число произведений художественной литературы, среди которых были книги Бомарше, Мольера, «Дон Кихот» Сервантеса, «Жизнь Россини» Стендаля, 7-томное собрание сочинений Ф. Шиллера.

### Книжные раритеты
В библиотеке Лунина имелись и уникальные издания.
К очень редким относилось первое полное собрание сочинений сочинений Блаженного Августина в 5 фолиантах. Оно было издано под редакцией Эразма Роттердамского в 10 томах в Базеле книгопечатней Фробена в 1527—1529 годах.
Принадлежавшее Лунину редчайшее издание сочинений Цицерона (лат. M. Tullii Ciceronis Opera omnia) было отпечатано типографией Эльзевиров в 1661 году.

#### «Acta Sanctorum»

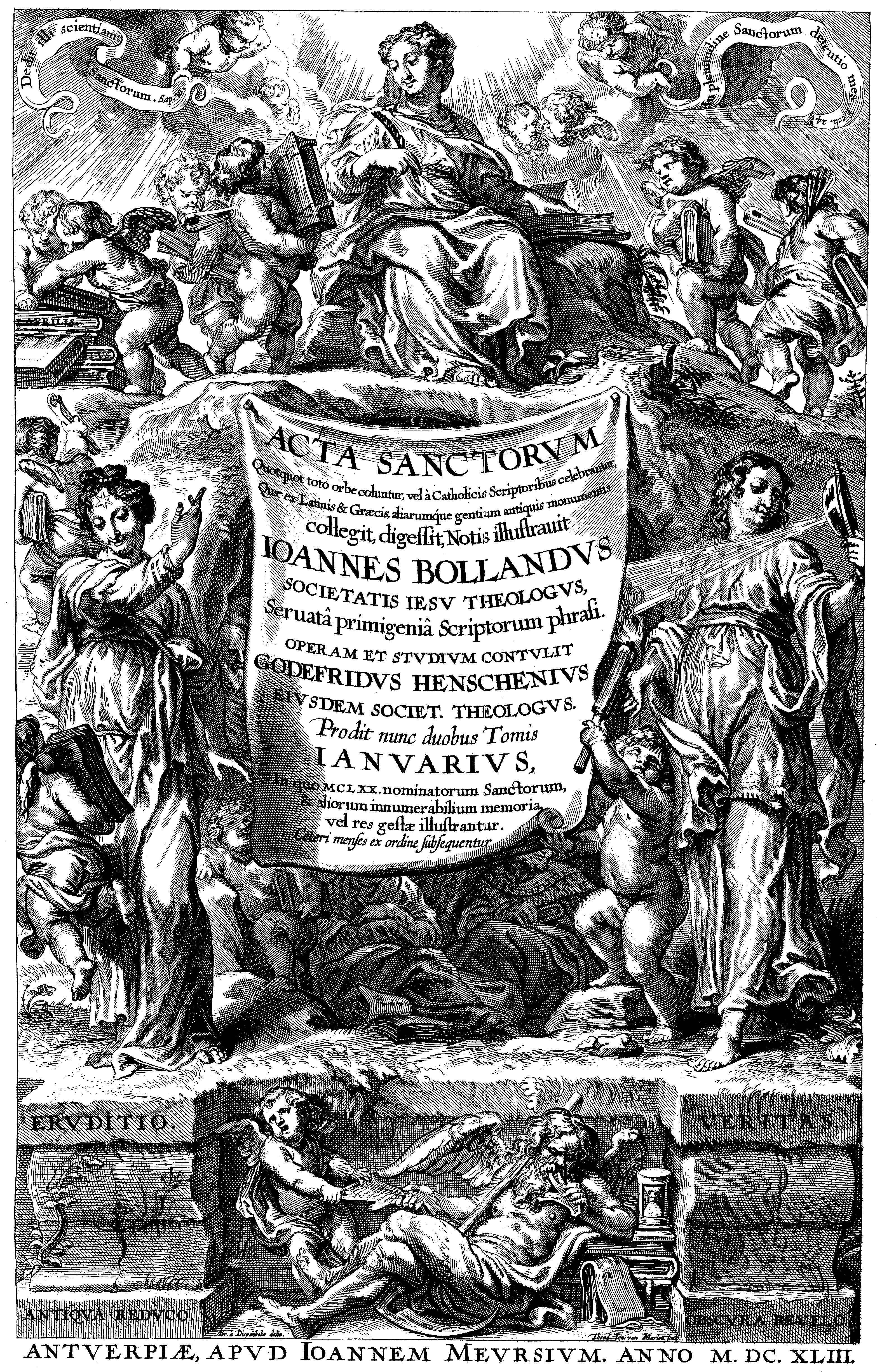
«Acta Sanctorum», фронтиспис.
Том 1 (январь 1643 года).
Художник А. ван Дипенбек

Особое место в его библиотеке принадлежало собранию томов «Деяний святых» римско-католической церкви на латинском и греческом языках. Печатание их в 1643 году было начато иезуитом Болланд (Болландус) и продолжено его преемниками — монахами того же ордена, которых прозвали «болландистами». Они продолжали издание вплоть до упразднения ордена в 1773 году. Собрание редчайших книг принадлежало ранее монастырю в Дисене в Верхней Баварии. На томах имеется экслибрис его библиотеки датированный 1755 годом. После того как в 1803 году обитель была распущена, книги оказались в одной из немецких светских библиотек. Издание содержало (в последовательности дней памяти в году) биографии святых и связанные с ними документы и было составлено по месяцам. Гравированные фронтисписы были выполнены известными фламандскими художниками. Все тома формата (in folio) были хорошей сохранности в переплётах, обтянутых пергаментом и украшенных золотым тиснением.
В библиотеке Лунина были 49 фолиантов: январь — 2 тома (1643), февраль −3 тома (1658), март — 3 тома (1668), апрель — 3 тома (1675), май — 8 томов (1680—1688), июнь — 7 томов (1695—1709), июль — 6 из 7 томов (1719—1729, отсутствовал 7-й том, август — 6 томов (1733—1743), сентябрь — (8 томов, 1746—1762), октябрь — первые 4 (1765—1780) из 9 томов. До 1770 года фолианты печатались в Антверпене. Последний том в собрании Лунина был отпечатан в 1780 году Брюсселе.
Лунин высоко ценил это монументальное издание. Иркутский архиепископ Нил, увидевший «Деяния святых» в доме Волконских в Урике, хотел выкупить книги у владельца, отправленного в Акатуй. В 1843 году Лунин прокомментировал отправленное через М. Н. Волконскую предложение архиерея: «Я никак не могу согласиться на продажу Болландистов, которых моя сестра выписала для меня из-за границы с большими издержками. Этот труд — драгоценный источник исторических сведений, относящихся к средним векам. Преосвященный Архиерей предлагает вам смехотворную сделку».

## Судьба библиотеки
После смерти брата Е. С. Уварова решила передать его книжное собрание Иркутской семинарии. С. Г. Волконский, исполняя её волю, до возвращения бывших при Лунине книг из Нерчинского горного управления отправил архиепископу Нилу только ту часть библиотеки, которую власти так и не передали акатуйскому узнику.
1 сентября 1846 года. Селение Урик

Высокопреосвященнейший владыко!

По смерти товарища и друга моего Михаила Сергеевича Лунина остались духовные и другие на древних языках книги, которые по назначению законной его наследницы, сестры его, вдовы двора Его Императорского Величества камергера Уварова, Катерины Сергеевны, поручено мне с ведения местного начальства представить в дар в Иркутскую семинарию. Исполняя волю её, при сём имею счастье препроводить к вашему высокопреосвященству те из сказанных книг, которые имею здесь налицо, означенные в особой прилагаемой при сём записке, остальные же будут представлены мною вам по получении оных из Нерчинского горного управления.

Для меня утешительно, что любимые занятия покойного моего друга и товарища подали сестре его благочестивую мысль – быть полезной заведению, состоящему под просвещенным покровительством вашего высокопреосвященства.

Испрашивая себе вашего святого благословления, с глубочайшим почтением имею честь быть вашего преосвященства всепокорнейший слуга
Сергей Волконский.

Трефолев Леонид. Отношения иркутского архиепископа Нила к декабристам // Русская старина, 1899. - № 9. – С. 559-569
Личные вещи и книги Лунина из акатуйских застенков, несмотря на просьбу Е. С. Уваровой переслать их Волконским, пролежали более трёх лет в Нерчинском заводе. Только летом 1850 года там состоялся аукцион, на котором они были распроданы. В деле «Об имении, оставшемся после смерти государственного крестьянина Лунина» в фонде Нерчинского горного правления сохранилась опись его книг, купленных оптом на аукционе поручиком В. Ф. Янчуковским за 50 рублей. В ней значится 120 книг, из которых — 114 на иностранных языках. Но дальнейшие следы купленных им книг потеряны.
В 1846 году книги Лунина из дома Волконских оказались в библиотеке Иркутской духовной семинарии. Возможно, некоторые из них были в личном пользовании архиепископу Нилу до его отъезда из Иркутска. На одном из томов «Acta Sanctorum» сохранилась датированная февралём 1854 года надпись на латинском языке: «В библиотеку Иркутской семинарии ныне передаёт Нил, архиепископ Иркутский».

### В библиотеке Иркутского университета
Число книг переданных в 1846 году в библиотеку семинарии, а из неё в университетскую библиотеку неизвестно. Исследователями установлены в её фондах 141 томов, достоверно находившихся в собрании Лунина. В их числе в библиотеке университета хранятся:

— «Деяния святых» (лат. Acta Sanctorum) , 9 томов;

— «История церкви» К. Флёри (лат. Historiam ecclesiasticam introduction seu historia veteris et novi testamenti), 87 томов второго издания 1768—1798 годов и 4 тома из другого издания;

— «Об истине христианской религии» Г. Гроция (лат. De veritate religionis Christianae), в одном томе.
Судьба многих изданий, в том числе, раритетных, имевшихся у Лунина, осталась неизвестной.

### Библиотековедческие исследования
В. А. Чивилихин писал, что в библиотеке Михаила Лунина «много такого, что заставляет смотреть на эту библиотеку, как на уникальное книжное собрание, созданное в исключительных условиях сибирской каторги и ссылки… - надо искать! Можно еще, наверное, напасть и на следы утерянных книг».
После закрытия семинарии её ценные по содержанию книги в 1920 году были переданы в библиотеку Иркутского государственного университета (ИГУ). В 1927 году первый директор библиотеки историк В. С. Манассеин и библиограф Н. С. Романов занялись выявлением книг Лунина и выделили их в отдельную коллекцию.
В силу постоянного внимания книговедов к исследованию личных библиотек вообще и признанной значимости книжного собрания М. С. Лунина, как одного из важнейших памятников пребывания декабристов в Сибири, вопросы изучения его состава и истории формирования были отражены в работах многих авторов. В разные годы свой вклад в реконструкцию состава книжного собрания М. С. Лунина сделали заведующая редким фондом Научной библиотеки ИГУ А. Г. Боннер, историки и литературоведы И. А. Желвакова, Н. В. Куликаускене, М. И. Перпер, Н. Я. Эйдельман, директор Иркутского музея декабристов Е. А. Ячменёв.
В 2016 году «золотой фонд» Научной библиотеки имени В. Г. Распутина ИГУ, включая собрание книг М. С. Лунина, был размещён в отдельном хранилище нового библиотечного здания, оснащённого современными компьютеризированными системами обеспечения сохранности, доступа и изучения уникальных изданий.

## Комментарии
1. ↑  Родной дядя М. С. Лунина сенатор и бывший Полоцкий наместник A. M. Лунин, известный своим участием в подавлении восстания Пугачёва, был очень образованным человеком и имел большую библиотеку.
2. ↑  Личная библиотека М. Н. Муравьёва была унаследована и пополнена его сыном, декабристом Никитой Муравьёвым, двоюродным братом Михаила Лунина.
3. ↑  Для сравнения — по приведенным Р. А. Цуприк данным ежемесячные расходы Лунина во время службы составляли сумму в 165 рублей.
4. ↑  В. Гюго был ярким представителем французской романтической литературы, критические мысли о которой сохранились в «Записной книжке» Лунина.
5. ↑  Известна историческая легенда — Лунин, показывая свою библиотеку генерал-губернатору В. Я. Руперту, с иронией сравнил многотомное собрание российских законов с «Кодексом Наполеона», сказал: «Как смешны эти французы: все свои права имеют в такой маленькой книжке! Кто только посмотрит на эти 40 томов, сейчас же предпочтёт наше законодательство» — // Первые борцы за свободу. Декабрист Михаил Сергеевич Лунин — Петроград: Тип. «Художественная печатня», 1917. — 79 с. — С. 38-39.
6. ↑  В построенном в Урике доме Лунин разместил книги в одной из 4-х небольших комнат.
7. ↑  Волконские жили на поселении в Урике в то же время, что и Лунин.
8. ↑  Ещё в Урике широко эрудированный Лунин с целью подготовить сына Волконских «к поступлению в общественную школу или продолжению занятий самостоятельно, по источникам» написал «План начальных занятий, разделённый на 3 этапа с 8-летнего возраста до 14 лет». В список для чтения на первом этапе Лунин включил русских, французских авторов. На втором он добавил латинских, а на третьем — еще и немецких авторов.
9. ↑   Одна из причин пристального изучения истории возвышения и упадка античных государств была связана интересом декабриста к политическим задачам современного ему общества — Цуприк P. A. Круг чтения ссыльных декабристов в Сибири: Историческая литература // Ссыльные революционеры в Сибири. Вып. 9. — Иркутск: Изд-во Иркутского университета, 1985. — С. 157 −170.
10. ↑  Том 3 «Истории польского восстания и войны 1830 и 1831 годов» был издан в 1848 году уже после смерти Лунина.
11. ↑  15 сентября 1838 года Лунин жаловался в письме Е. С. Уваровой, что полученный от неё «Свод законов» был испорчен при пересылке так, что: «пользоваться ими невозможно. Это куча лоскутков». Отдельные листы были разобраны и хранились в 23 папках.
12. ↑  В. Ф. Янчуковский — сын штаб-лекаря Федосея Федоровича Янчуковского, лечившего в Петровском заводе декабристов, По воспоминаниям Д. И. Завалишина он был одним из лучших учеников организованной узниками каземата школы и поступил в институт Корпуса горных инженеров в Санкт-Петербурге.
13. ↑  лат. In Bibliothecam Irkutscensis Seminarii nunc tradit Nilus Archiepiscopus Irkutscensis. Febr. 1854 an.
14. ↑  Внук декабриста — С. М. Волконский писал, что его отец купил на московской толкучке несколько книг, принадлежавших когда-то его наставнику Лунину. Среди них «сочинения блаженного Августина, огромные „инфолио“ в пергаментовых переплетах с застежками, издание знаменитой старой фирмы Фробена в Базеле, издание под редакцией Эразма Роттердамского» — Волконский С. М. О декабристах. (По семейным воспоминаниям) — Петербург: Начала, 1922. — 135 с. — С. 76.